# Grand Maroc
 (décembre 2010).
Si vous disposez d'ouvrages ou d'articles de référence ou si vous connaissez des sites web de qualité traitant du thème abordé ici, merci de compléter l'article en donnant les références utiles à sa vérifiabilité et en les liant à la section « Notes et références ».

Espace géographique communément revendiqué comme constituant le Grand Maroc

Le Grand Maroc est un concept développé par le gouvernement marocain dans les années 1950 et 1960. Ce dernier a publié un document pour revendiquer des territoires qui, selon lui, en auraient fait partie historiquement : le Sahara occidental, la Mauritanie, une partie du Sahara algérien (ouest), et une partie du Mali (nord-ouest).
La Mauritanie, avant son indépendance, fut divisée entre les partisans du rattachement au Maroc et les partisans d'un État mauritanien indépendant. En 1963, la guerre des Sables éclate entre le Maroc et l'Algérie autour des territoires frontaliers, revendiqués par le Maroc et sous contrôle algérien depuis l'indépendance de l'Algérie.
Le Maroc revendique le Sahara espagnol (devenu le Sahara occidental) jusqu'en 1975, date à laquelle il en prend le contrôle.
La thèse voit le jour en 1955 durant le mandat d'Allal El Fassi, président du parti de l'Istiqlal. Horma Ould Babana, cadre du parti de l'Istiqlal et ancien député de la Mauritanie, déclara que la limite méridionale du Maroc se trouvait à Saint-Louis au Sénégal et que le Maroc actuel ne représentait qu'un cinquième de ce que serait le grand Maroc.
La thèse en question correspond à une politique irrédentiste défendue depuis l'indépendance par certaines personnalités et certains milieux nationalistes. Elle repose sur l'idée que le Maroc doit légitimement recouvrir l'ensemble des territoires dont il a été amputé à la veille du protectorat et durant celui-ci. Les limites territoriales de ce Grand Maroc sont variables. Elles incluent généralement l'intégralité de la Mauritanie, le quart occidental du Sahara algérien ainsi qu'une partie du Mali.
Aujourd'hui la grande majorité des défenseurs de cette thèse sont regroupés au sein de l'Istiqlal. Pour autant, la majorité des Istiqlalis a depuis quelques décennies déjà abandonné le rêve de reconstituer le Grand Maroc, et ce afin de mieux se focaliser sur le développement économique du Maroc et surtout de régler le conflit latent au Sahara occidental que le Maroc considère comme faisant partie intégrante de ses Provinces du Sud.

## Contexte historique
La revendication du Grand Maroc repose principalement sur le recoupement des territoires des différentes dynasties ayant régné sur le Maroc depuis les Almoravides.
Le Maroc a été, et ce au moins jusqu'au traité de Fès, une nation essentiellement tribale. Le Makhzen devait asseoir son autorité en multipliant les allégeances avec les tribus berbères, mais aussi bédouines. Le mode de conquête territoriale classique tel qu'on a pu le connaître dans l'Europe moderne n'a pu exister que dans les plaines fertiles (Haouz, Saïss, Gharb, Chaouia-Ouardigha, Doukkala-Abda,Souss, Tadla), dans les Villes impériales et les cités caravanières. Aujourd'hui encore on retrouve des vestiges de cette constante juxtaposition et imbrication entre pouvoir royal et ordre tribal lors de la Fête du Trône durant laquelle certains représentants des principales tribus peuvent parfois faire mine de prêter serment à la personne du Roi (Bey'a). Ce fonctionnement engendre ipso facto une précarité de la construction nationale en ce sens que les frontières se font et se défont au gré des allégeances et des trahisons des tribus, des zaouïas et des cités.

### Genèse de l’État marocain et premières dynasties
Le Maroc, en tant qu'entité politique définie, date de 789 et de la fondation de la dynastie idrisside par Idris Ier,,,. Dans les années 820, le territoire idrisside débordait déjà de ses frontières actuelles puisqu'il avait pour limite orientale l'Oued Mina, affluent du Chelif, à l'est de la ville moderne d'Oran. Puis le Maroc sombre dans l'anarchie et se disloque. Cette configuration politique avec une affirmation exacerbée de l'ordre tribal sera récurrente dans l'histoire marocaine. La dynastie almoravide quant à elle a la particularité d'être née en dehors des frontières actuelles du Maroc puisque son berceau historique se trouve sur l'île de Tidra au large de la Mauritanie. Ayant pour capitale Marrakech, la dynastie englobera toute la Mauritanie actuelle, le nord du Mali (Taoudeni et Taghaza), le Maroc, l'ouest algérien jusqu'aux environs de l'oued Kramis (sv) ainsi que l'Andalousie. Une fois encore, le Maroc s'étend donc largement au-delà de ses frontières actuelles, et ce durant au moins 70 ans[réf. nécessaire]. S'ensuivent ensuite 120 années de suprématie almohade, privilégiant une extension le long de la façade méditerranéenne du Maghreb jusqu'à Tripoli que vers le Sahel. Les Mérinides connaîtront des hauts et des bas mais s'efforceront dans leur obsession tlemcennienne d'étendre leur influence dans l'arrière-pays steppique algérien. Ainsi s'assureront-ils l'allégeance du Mzab et des oasis du Touat et de Gourara[réf. nécessaire]. Ils ne perceront en revanche que brièvement vers l'est, et il seront repoussés par les Zianides qui récupèrent tout leur ancien territoire, atteignant brièvement Kairouan. Au sud, leur influence s’étendra jusqu'entre Laâyoune et Boujdour (avec une certaine stabilité).[réf. nécessaire]

### «Moyen Âge», construction du Maroc moderne et période préprotectorale
Après la domination mérinide, le Maroc sombre dans un profond chaos pendant l’ère des Wattassides ; ces derniers ne contrôlent qu'une partie du nord du pays, le reste étant constitué de principautés échappant à leur autorité (Hintatas, Amezouars, Saadiens) ou ne leur reconnaissant qu'une suzeraineté sans réelle emprise sur le terrain (vice-royauté de Debdou, Beni Almander de Tétouan, Beni Rachid de Chefchaouen). L'anarchie profitera aux Castillans puis aux Espagnols et surtout aux Portugais. L'influence des chrétiens se limite en général à des comptoirs. Le XVIe siècle voit l'émergence durable d'une nouvelle dynastie, celle des Saadiens. Après avoir écrasé les Portugais lors de la bataille des Trois Rois et contenu l'expansionnisme ottoman au-delà de la Moulouya, les Saadiens iront détruire l'Empire songhaï en 1591. L'Empire chérifien comprend alors le Maroc actuel, la Mauritanie, une partie du Mali (Taoudeni, Taghaza, Tombouctou et Gao) ainsi que l'ouest du Sahara algérien (région de Tindouf), Touat, Gourara). Les querelles dynastiques feront varier les frontières mais toujours est-il que l'influence des sultans marocains sera durable sur Tombouctou. La fin de la dynastie saadienne et les débuts de la dynastie alaouite occasionnent un reflux de l'influence des sultans marocains mais le volontarisme de Moulay Ismaïl engendrera une extension vers le Brakna et la confédération Trarza. Chinguetti, le Touat, Taghaza, Semara, Taoudeni et la région de Tindouf sont de nouveau sous la coupe directe des Marocains.[réf. nécessaire]
Au XIXe siècle, les Français s'introduisent progressivement au cœur du territoire mauritanien, d'abord dans la perspective de pacifier la vallée du Sénégal puis dans le cadre d'une extension coloniale assumée. Le 18 mars 1845, le traité de Lalla Maghnia est signé entre la France maîtresse de l'Algérie, et l'Empire chérifien. À noter que ce traité intervient moins d'un an après la déconvenue subie par le Maroc à Isly. Ce traité fixe les frontières entre les deux entités politiques. Celles-ci reprennent volontairement les frontières existaient l'Empire ottoman, désigné au sein du traité sous le nom de "Turquie", et ce afin de minimiser le risque de litige. Les frontières ne sont fixées qu'au nord des ksours de Figuig. L'absence de frontière au sud de Figuig est exprimée comme suit :Quant au pays qui est au sud des kessours des deux gouvernements, comme il n'y a pas d'eau, qu'il est inhabitable et que c'est le désert proprement dit, la délimitation en serait superflue.(Art. 6). Le sort des oasis du Touat, de Gourara et de Tidikelt est laissé en suspens. Ces trois oasis et le campement de Tindouf fondé dans les années 1850 par la tribu Tajakant sont capturés par les Français en 1901[réf. nécessaire]. En 1884, l'Espagne officialise le protectorat de Río de Oro. En 1900, le traité de Paris fixe les frontières entre la Mauritanie française et le Río de Oro. En 1912, le traité de Fès établit le protectorat français sur le Maroc. La même année les frontières sont fixées entre les possessions espagnoles au Maroc et celles de la France.

## La thèse du Grand Maroc
La thèse du Grand Maroc prend peu à peu forme au sein des milieux indépendantistes marocains durant la seconde moitié du protectorat. Les réactions épidermiques au dahir berbère fédèrent les aspirations à l'unité nationale en ce sens que la quasi-totalité des dignitaires arabes et berbères s'indignent des tentatives de discrimination ethnique menées par l'occupant. L'ancrage africain de l'identité marocaine est quant à lui affirmé en 1948 par Allal El Fassi, emblème sinon initiateur de la théorie du Grand Maroc (il évoque alors la marocanité de Chinguetti). En cela il a sans doute été marqué par son exil au Gabon. Entre-temps le Manifeste du 11 janvier a été signé par 66 figures de la Résistance, augurant des purges au sein du parti de l'Istiqlal et des pressions de plus en plus nombreuses sur le Sultan.

## Tensions avec les pays concernés
Le Parti de l'Istiqlal (PI), pionnier de l'indépendance marocaine, a appelé, à plusieurs occasions, à travers son secretaire général Hamid Chabat, à la récupération des villes algériennes de Tindouf, Béchar, Hassi Beïda et de Kenadsa. Tout en reniant tout lien fraternel du Maroc avec l'Algérie, il a appelé le 2 mars 2013 à la guerre contre cette dernière pour la récupération de ces villes.

## Avis d'historiens et autres commentateurs

### Bernard Lugan
L'historien Bernard Lugan juge que le rattachement des régions du Touat, du Gourara, du Tidikelt et d'Igli au Sahara algérien, s'est fait au détriment du Maroc puisque cette partie de la vallée de la Saoura dépendait du Maroc. Lugan rapporte aussi que, au moment de leur conquête, « Londres accordait même toute liberté à Paris d'occuper les régions marocaines du Touat, du Gourara, du Tidikelt et d'Igli dans la vallée de la Saoura ».

### Maurice Barbier
Selon le politologue Maurice Barbier, depuis le XVIe siècle, la domination des sultans marocains sur le Sahara occidental restait épisodique, l'article 22 du traité de Marrakech, en 1767, stipulant que le Sultan marocain n'exerçait aucun contrôle sur les tribus au sud de l'Oued Noun.

### Laurent Pointier
Dans son analyse sur le cas du Sahara occidental, l'analyste Laurent Pointier reprend Maurice Barbier dans sa critique de la prise en compte de ce conflit selon les considérations européennes et leur conception de la souveraineté. « La structure particulière de l'État chérifien » est, selon Pointier, à prendre en compte pour appréhender la nature de la souveraineté invoquée et revendiquée par le Maroc sur des régions qu'il considère comme siennes, ou l'ayant été par le passé.

### Rachid Bellil
Selon l'écrivain algérien Rachid Bellil, qui s'appuie sur les récits de chroniqueurs de l'époque, au XVIe siècle, le Gourara est beaucoup plus indépendant que le Touat de l'émir du Tafilalet (vassal[réf. nécessaire] de Fès)[précision nécessaire]. Cependant du XVIe siècle au XVIIIe siècle, de nombreux caïd sharifiens s'emparent des ksour de la région pour contrôler les axes commerciaux[précision nécessaire].
Il décrit une période de « sept sultans successifs » de Timimoun, dans le Gourara, ayant la prépondérance sur la région jusqu'en 1584 et « indépendant des sultans de Fez ». Le pacha d'Alger aurait envoyé dans la région, en 1580, à la demande des ksouriens, une troupe pour les protéger contre les rezzous opérés à partir du Tafilalet et du Drâa[précision nécessaire].
Lors du XVIIe siècle, le voyageur El Ayachi rapporte même l'existence d'un « émir indépendant » du Gourara.
Au XVIIIe siècle, le chroniqueur du Touat, Sidi Bahaïa, rapporte que les caïd venant du Maroc actuel effectuèrent des expéditions punitives contre les oasis de la région. Cependant l'influence se limite au rôle des shurafa et marabout dans la vie religieuse, les expéditions punitives apparaissent comme des réponses aux velléités d'autonomie de la région[précision nécessaire].

### Frank E. Trout
L'historien Frank E. Trout impute les origines du conflit entre le Maroc et l'Algérie à propos des confins sahariens au rattachement desdites régions par l'administration française à l'Algérie alors qu'elles auraient été nominalement dépendantes du Maroc au moment de leur conquête. Ainsi dans « Morocco's Saharan Frontiers » (Droz, 1969), Trout retrace l'origine du conflit à l'année 1890, quand « l'administration et l'armée en Algérie a appelé à l'annexion du Touat-Gourara-Tidikelt, un important regroupement d'oasis qui faisaient alors nominalement partie de l'Empire du Maroc (...) dont elles constituaient un "appendice" », ajoutant dans « Morocco's Boundary in the Guir-Zousfana River Basin » (African Historical Studies, vol.3 no.1, 1970) que ledit complexe d'oasis « a été sous domination marocaine pendant plusieurs siècles avant l'arrivée des Français en Algérie ».
Bien qu'échappant souvent, au long de l'histoire et ce pendant plusieurs décennies, au contrôle effectif du gouvernement central marocain, Frank E. Trout signale que ce manque de contrôle est analogue à celui qui touche le « Bled Siba », ou l'ensemble des territoires tribaux échappant au pouvoir central.

### Claude Lefébure
L'historien Claude Lefébure, dans une étude consacrée à la tribu des Aït Khebbach, établie dans le sud du Tafilalet, au Maroc, et faisant partie de la confédération des Aït Atta, rapporte que:

« les Divisions d'Oran et d'Alger du 19e Corps d'armée n'ont pu conquérir le Touat et le Gourara qu'au prix de durs combats menés contre les semi-nomades d'obédience marocaine qui, depuis plus d'un siècle, imposaient leur protection aux oasiens, les berbérophones Ayt Khebbach »

## Rapports avec les États voisins

### Mauritanie
La Mauritanie, avant son indépendance, fut divisée entre les partisans du rattachement au Maroc et les partisans d'un État mauritanien indépendant. Au lendemain de son indépendance, plusieurs personnalités la quittent et rejoignent le Maroc.[réf. nécessaire]
- Horma Ould Babana, député de la Mauritanie à l'Assemblée nationale française de 1946 à 1951 ;
- Dey Ould Sidi Baba, ministre mauritanien du Commerce, de l'Industrie et des Mines de 1957 à 1958, président de la Chambre des représentants marocaine de 1977 à 1983 ;
- Fal Ould Oumeir, émir du Trarza, région méridionale de la Mauritanie, ministre d’État marocain, chargé des Affaires de la Mauritanie et du Sahara de 1961 à 1964 ;
- Mokhtar Ould Bah, ministre mauritanien de la Santé puis de l'Éducation de 1957 à 1958.

Le Maroc reconnait la Mauritanie en 1969 et abandonne ainsi ses revendications territoriales

### Algérie
Le 6 juillet 1961, une convention signée entre le roi Hassan II et Ferhat Abbas, président du GPRA, reconnait le problème posé par la délimitation arbitraire des frontières imposée par la France et institue une commission algéro-marocaine pour l'étudier, en vue d'une solution au lendemain de l'indépendance de l'Algérie.
Au lendemain de l'indépendance algérienne et à la suite de la guerre des Sables, le Maroc et l'Algérie signent le 15 juin 1972, la « Convention relative au tracé de la frontière d'État établie entre le royaume du Maroc et la République algérienne démocratique et populaire », mettant fin aux revendications marocaines sur le Sahara algérien et adoptant le tracé frontalier actuel.